# Solange Ferraz de Lima
Solange Ferraz de Lima est une historienne brésilienne, professeure du Département d'Histoire à l'université de São Paulo (USP) et directrice du musée pauliste de 2016 à 2020,.
Elle est docteure en Histoire Sociale à l'USP, en 2001. Sa recherche porte sur la culture visuelle et les représentations urbaines.
Elle participe à un projet de diffusion de la collection du Museu Paulista dans les projets Wikimédia, dans le contexte de la fermeture du musée au public.

## Publications
- As imagens da imagem do SESC (2014).
- Como tratar coleções de fotografias (2000), avec Vânia Carneiro de Carvalho et Patrícia de Filippi.
- Fotografia e cidade: da razão urbana à lógica do consumo. álbuns de São Paulo (1887-1954) (1997), avec Vânia Carneiro de Carvalho.